# Radical 122
Le radical 122, qui signifie le filet (pour exemple, le filet de pêche), est un des 29 des 214 radicaux chinois répertoriés dans le dictionnaire de Kangxi composés de six traits.
Le caractère Unicode de 网 est 7F51.

## Caractères avec le radical 122
| nombre de traits          | caractères                 |
| ------------------------- | -------------------------- |
| Sans trait supplémentaire | 网 罒 罓 ⺳                |
| 3 traits supplémentaires  | 罔 罕 罖 罗                |
| 4 traits supplémentaires  | 罘 罙 罚                   |
| 5 traits supplémentaires  | 罛 罜 罝 罞 罟 罠 罡 罢    |
| 6 traits supplémentaires  | 罣                         |
| 7 traits supplémentaires  | 罤 罥 罦                   |
| 8 traits supplémentaires  | 罧 罨 罩 罪 罫 罬 罭 置 署 |
| 9 traits supplémentaires  | 罯 罰 罱 罳 罴             |
| 10 traits supplémentaires | 罵 罶 罷 罸                |
| 11 traits supplémentaires | 罹 罺 罻 罼                |
| 12 traits supplémentaires | 罽 罾 罿 羀 羁             |
| 13 traits supplémentaires | 羂                         |
| 14 traits supplémentaires | 羃 羄 羅 羆                |
| 17 traits supplémentaires | 羇                         |
| 19 traits supplémentaires | 羈 羉                      |